# 5 Dywizja Strzelców (III Rzesza)
5 Dywizja Strzelców (niem. 5. Jäger-Division) – jedna z niemieckich dywizji piechoty, uczestniczyła w walkach przeciw wojskom Armii Czerwonej i ludowego Wojska Polskiego. 
Utworzona została 5 lipca 1942 roku z przeformowania 5. Lekkiej Dywizji Piechoty (5. Leichte Infanterie-Division), wcześniejszej 5 Dywizji Piechoty. Dywizja została przygotowana do roli jednostki pościgowej, miała strukturę dywizji górskiej i dużą liczbę pojazdów, które zapewniały mobilność.  W 1942 brała udział w bitwie pod Diemiańskiem i Starą Russą. W 1944 walczyła przeciw Armii Czerwonej pod Witebskiem i Kowlem. 
Następnie brała udział w walkach na Pomorzu gdzie został rozbita w trakcie bitwy w rejonie Trzebiatowa przez oddziały Armii Czerwonej i ludowego Wojska Polskiego. Niedobitwki walczyły na przedpolach Berlina, gdzie zostały zniszczone w kwietniu 1945. Ci żołnierze którym udało się uciec, oddali się do niewoli armii USA.

## Dowódcy dywizji
- płk Hans von Rohr, od lipca 1942,
- gen. por. Hellmuth Thumm, od 4 stycznia 1943,
- płk Johannes Gittner, od 1 marca 1944,
- gen. por. Hellmuth Thumm, od 1 maja 1944,
- gen. mjr Friedrich Sixt, od 1 listopada 1944,
- gen. mjr Edmund Blaurock, od 19 kwietnia 1945[2].

## Struktura organizacyjna
Skład w 1943
- 56  pułk strzelców
- 75  pułk strzelców
- 5  zmotoryzowany pułk artylerii
- 5  zmotoryzowany batalion inżynieryjny
- 5  batalion cyklistów
- 5  batalion niszczycieli czołgów
- 5  zmotoryzowany batalion łączności
- 5  dywizyjne oddziały zaopatrzeniowe